# Hallomenus axillaris
Hallomenus axillaris là một loài bọ cánh cứng trong họ Tetratomidae. Loài này được Illiger miêu tả khoa học đầu tiên năm 1807.